# Falsomordellistena watanabei
Falsomordellistena watanabei là một loài bọ cánh cứng trong họ Mordellidae. Loài này được Nomura miêu tả khoa học năm 1975.